# ناصر آراسته (هنرمند)
ناصر آراسته، نقاش و استادیار دانشگاه که در سال ۱۳۲۱ در کرمانشاه متولد شد. آراسته یکی از هنرمندان بسیار فعال در حوزه هنر‌های تجسمی محسوب می‌شود، به گونه‌ای که در طول زندگی هنری‌ خود بیش از ۲۰۰۰ تابلوی نقاشی رنگ روغن، آبرنگ و پاستل در سبک‌های مختلف خلق کرده است و بیش از ۷۰ نمایشگاه انفرادی و گروهی در کشورهای مختلف برپا کرده‌است.
این نقاش، سالها نیز در بخش دکورسازی و صحنه آرایی تلویزیون فعالیت داشته است. آراسته نمایشگاه‌هایی را در کشورهای مکزیک، ونزوئلا، کانادا و آمریکا برپا کرده‌است و از افتخارات او می‌توان به کسب جوایز برتر مسابقات نقاشی مختلفی در جشنواره‌هایی چون جشنواره دفاع مقدس و گل و گیاه اشاره کرد.